# Easy Life (single)
Easy Life is de tweede en laatste single van de Britse ska-band The Bodysnatchers. De single, geproduceerd door Jerry Dammers (leider van The Specials), werd in juli 1980 uitgebracht op 2 Tone met als B-kant een cover van Winston Francis' Too Experienced. 
De Bodysnatchers, zelf beginnende muzikantes, werden in 1979 opgericht ten tijde van de ska-revival die 2 Tone ontketende; hun debuutsingle Let's Do Rock Steady (een cover met een eigen nummer op de B-kant) werd in maart 1980 een Britse top 30-hit. Easy Life kwam slechts tot een vijftigste plaats, vooral omdat de ska-revival in Engeland over zijn hoogtepunt heen was, en de eenheid die 2-Tone uitstraalde scheuren begon te vertonen. De Bodysnatchers gingen daardoor in oktober 1980 als eerste uit elkaar en hebben in tegenstelling tot de andere bands nooit een reünie aangekondigd. Als pleister op de wonde bracht zangeres Rhoda Dakar in 2015 de cd Rhoda Dakar Sings The Bodysnatchers uit. 